# Citemor
O Citemor é um festival de teatro. Realiza-se anualmente no verão em Montemor-o-Velho.
Têm raízes nos anos 60, com as actividades do prof. Paulo Quintela. Seguindo a fundação do CITEC - Centro de Iniciação Teatral Esther de Carvalho no ano de 1970 em Montemor-o Velho, é alí que em 1974 é organizado um primeiro festival de teatro. Em 1978 é realizado a primeira vez com o nome de Citemor e desde então reúne anualmente na vila e no seu castelo, grupos de teatro portugueses e do resto do mundo. Dedicado às artes performativas, a sua programação inclui encontros, espectáculos e exposições de teatro e artes ligadas (dança, música, literatura, fotografia).
As peças aqui desenvolvidas são mostradas também internacionalmente
O festival reúne anualmente cerca de 2000 pessoas, metade vindas de fora da região. Com entradas livres e um público maioritáriamente com menos de 35 anos de idade, o festival em 2012 vai estender-se pela primeira vez para fora de Montemor-o-Velho, tendo em Coimbra agendados alguns dos seus espectáculos programados.
.